# Fort Worth
Fort Worth é uma cidade localizada no estado norte-americano do Texas, no condado de Tarrant, do qual é sede. Também possui área nos condados de Denton, Parker e Wise. Está situada a aproximadamente 48 quilômetros a oeste de Dallas, fazendo parte da região metropolitana de Dallas-Fort Worth, da qual a cidade é um dos núcleos centrais.
Com mais de 918 mil habitantes, de acordo com o censo nacional de 2020, é a quinta cidade mais populosa do Texas e a 13ª mais populosa dos Estados Unidos.
Lá nasceram o ator George Eads, a atriz Leighton Meester e a cantora Kelly Clarkson.

## História
Fort Worth se iniciou como um acampamento militar em 1849, estabelecido e nomeado através do general William Jenkins Worth, ao final da guerra México-Americana. Foi estabelecido como forte para proteção dos ataques indígenas. O forte tornou-se então em uma cidade quando se transformou um abrigo durante a lendária Trilha Chisholm, passou então a ser o trajeto empoeirado onde as milhões de cabeças de gado eram destinadas para o mercado, situado ao norte. Fort Worth transformou-se no centro das movimentações de gado, e mais tarde, em centro industrial pecuário. Durante o dia as movimentações do gado agitavam a cidade, tornando-a conhecida como "o meio acre do inferno", à noite seus "saloons" lotavam ao som de música e a confusão gerada por mercadores e caubóis de todos os lugares. Mais tarde, a estrada de ferro transformou Fort Worth em um centro de negócios de gado de elite, com leilões e exposições. Quando o petróleo começou a ser descoberto no Texas, Fort Worth se tornou caminho obrigatório tanto para o transporte aos estados do leste americano como de negócios com o "ouro negro".
Fort Worth posicionou-se mais com a velha-moda, preservando seus símbolos históricos como antigos edifícios e o jeito texano de ser, e é "rival" de Dallas no que se refere a ser o símbolo do Velho Oeste, e denominou-se a porta do Oeste, título que Dallas também solicita para si. Conhecida como "Cowtown" por suas raízes extremamente "hillbilly" ou "pé-de-poeira", Fort Worth comemora sua herança ainda nos dias de hoje.

## Geografia
De acordo com o Departamento do Censo dos Estados Unidos, a cidade tem uma área de 920,9 km², dos quais 899,4 km² cobertos por terra e 21,5 km² (2,3%) cobertos por água. Fort Worth localiza-se a aproximadamente 205 m acima do nível do mar.

### Localidades na vizinhança
O diagrama seguinte representa as localidades num raio de 12 km ao redor de Fort Worth.

## Demografia
Desde 1900, o crescimento populacional médio, a cada dez anos, é de 39,5%.

### Censo 2020
De acordo com o censo nacional de 2020, a sua população é de 918 915 habitantes e sua densidade populacional é de 1 021,7 hab/km². Seu crescimento populacional na última década foi de 24,0%, bem acima do crescimento estadual de 15,9%. É a quinta cidade mais populosa do estado e a 13ª mais populosa do país.
Possui 346 699 residências que resulta em uma densidade de 385,5 residências/km² e um aumento de 19,1% em relação ao censo anterior. Deste total, 6,8% das unidades habitacionais estão desocupadas. A média de ocupação é de 2,8 pessoas por residência.

### Censo 2000
Segundo o censo nacional de 2000, a sua população era de 534 694 habitantes. Em 2006, foi estimada uma população de 653 320, um aumento de 118 626 pessoas (22.2%).
Conforme o censo de 2000, existem 534 694 habitantes, 195 078 residências ocupadas e 127 581 famílias em Fort Worth. A densidade da população é de 705,7 km². Há 211 035 residências, cuja densidade é de 278,5 km². 59,69% da população da cidade é formada por brancos, 20,26% são afro-americanos, 0,59% são nativos americanos, 2,64% são asiáticos, 0,06% são nativos de ilhas do Pacífico, 14,05% são de outras raças e 2,72% são descendentes de duas ou mais raças. 29,81% da população da cidade são hispânicos, de quaisquer raças.
Há 195 078 residências ocupadas na cidade. Delas 34,7% abrigam pessoas menores de 18 anos de idade, 45,8% são casais, 14,7% são ocupadas por uma pessoa do sexo feminino sem marido presente, e 34,6% não são famílias. 28,6% de todas as casas são ocupadas por uma única pessoa, e 7,7% vivem abrigam ao menos uma pessoa com 65 anos ou mais de idade. Cada residência é ocupada em média por 2,67 pessoas e o tamanho médio das famílias da cidade é de 3,33 pessoas.
28,3% da população de Fort Worth possui menos de 18 anos de idade, 11,3% possuem entre 18 a 24 anos de idade, 32,7% possuem entre 25 a 44 anos de idade, 18.2% possuem entre 45 a 64 anos de idade, e 9,6% da população da cidade possui 65 anos de idade ou mais. A idade média da população de Fort Worth é 31 anos. Para cada 100 pessoas do sexo feminino existem 97,3 pessoas do sexo masculino. Para cada 100 pessoas do sexo feminino com mais de 18 anos de idade existem 94,5 pessoas do sexo masculino com mais de 18 anos de idade.
A renda média anual para uma residência ocupada na cidade é 37 074 dólares, e a renda média de uma família é 42 939 dólares. Pessoas do sexo masculino têm uma renda média anual de 31 663 dólares, $25 917 das mulheres. A renda do capita da cidade são de 18 800 dólares. 15,9% da população da cidade e 12,7% das famílias vivem abaixo da linha de pobreza. Do total da população da cidade, cerca de 21,4% das pessoas com menos de 18 anos de idade e 11,7% das pessoas com 65 anos ou mais de idade vivem abaixo da linha da pobreza.

## Religião
Fort Worth está na região conhecida nos Estados Unidos como "Bible Belt" (Cinturão Bíblico), com forte raízes Protestantes, sendo que a maior parte da população da cidade é protestante. Porém, outras diversas religiões também possuem forte presença na cidade, que foram trazidas por imigrantes oriundos de diversas partes do mundo. Hoje Fort Worth é palco da chamada "Renovação do Movimento Gospel" ou movimento da "Palavra de Deus", que tem atraído pessoas de diversas partes do país para conhecer melhor este movimento. É citada na música Hellbound da banda Pantera como sendo a "Fronteira do Inferno", devido à elevada quantidade de Protestantes.

## Atrações
Fort Worth é um distrito cultural, é lar de diversos museus excelentes.
- Modern Art Museum of Fort Worth, fundado em 1892, é o museu de arte mais antigo do Texas. Sua coleção permanente consiste em uns 2 600 trabalhos da arte pós-guerra. Em 2002, o museu mudou-se para um novo prédio projetado pelo arquiteto japonês Tadao Ando.

- Kimball Art Museum, abriga antiguidades e obras do século XX. Os artistas representados em suas terras incluem Caravaggio, Fra Angelico, Picasso, Matisse, Cézanne, Turner, El Greco, e Rembrandt. O prédio do museu foi projetado pelo arquiteto norte-americano Louis Kahn.

- Amon Carter Museum focaliza artistas americanos dos séculos XIX e XX. Abriga uma coleção extensiva dos trabalhos de artistas do ocidente como Frederic Remington e Charles M. Russell, também uma coleção expressiva de 30 mil fotografias. Inclui também trabalhos por Alexander Calder, por Thomas Cole, por Stuart Davis, por Thomas Eakins, por Winslow Homer, por Geórgia O'Keeffe, e por Alfred Stieglitz. O arquiteto americano Philip Johnson projetou o edifício do museu, incluindo sua expansão.

Muitos edifícios na cidade são inspirados no estilo vitoriano. Na Downtown de Fort Worth (centro) tem o Sundance Square, nomeado após o Sundance Kid. O Sundance Square é um centro do entretenimento que ocupa 16 blocos do centro da cidade. O Square tem edifícios com mirantes, ruas só para pedestres, e jardins, excelentes para passeios. Muitos restaurantes, nightclubs, boutiques, museus, teatros vivos, e galerias de arte estão no Square.
O Distrito Histórico de Fort Worth é a síntese do velho oeste e da Trilha de Chisholm, onde antes eram o local das movimentações do gado e o acesso à histórica Trilha. O distrito é preenchido com restaurantes, clubes, lojas de presente e atrações tais como movimentações diárias do gado da espécie longhorn através das ruas, o Texas Cawboy Hall of Fame e Billy Bob, o maior local de música country e western do mundo.
O Metrô de Tandy, fica no centro de Tandy, operou em Fort Worth entre 1963 e 2002. O Metrô que tinha a extensão de 0,7 milhas era o único metrô privado operado nos Estados Unidos.

## Marcos históricos
O Registro Nacional de Lugares Históricos lista 99 marcos históricos em Fort Worth. O primeiro marco foi designado em 28 de abril de 1970 e o mais recente em 17 de maio de 2021, a Elizabeth and Jack Knight House.

## Economia

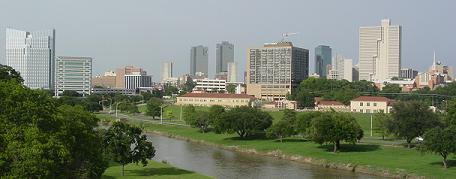
Imagem do centro financeiro de Fort Worth.

Alcon, American Airlines, Americredit, Bombaim Company, Burlington Northern Santa Fe Railway, Carter & Burgess, Pier 1 Imports, Freese and Nichols Inc (http://www.freese.com), Quicksilver Resources, Radio Shack e a XTO Energy são sediados em Fort Worth. FUNimation é sediada em North Richland Hills.
Outras grandes empresas incluem Bell Helicopter Textron, Lockheed Martin e Motorola.

## Transportes
- Aeroporto Internacional de Dallas-Fort Worth - é o aeroporto mais movimentado do Texas, e o quarto mais movimentado Estados Unidos. Está localizado entre Dallas e Fort Worth.
- Alliance Airport
- Meacham Field
- Companhia ferroviária Trinity Express - serviço de trens até Dallas.
- Amtrak - Heartland Flyer & Texas Eagle lines - Fort Worth Texas & Pacific (T&P) Station
- Trólebus livre aos locais históricos e à Downtown (centro).
- Veja também a lista de freeways da área de Dallas.

## Educação
- Universidade Cristã Do Texas
- Universidade Wesleyana do Texas
- Centro de Ciência da Saúde UNT
- Universidade do Texas campus Arlington, e campus da Universidade do Texas em Fort Worth

## Esportes
Fort Worth é lar dos Fort Worth Cats, uma equipe pequena de baseball que faz parte da Central Baseball League, e também do Fort Worth Brahmas, uma equipe pequena de hockey da Central Hockey League.
Também e famoso em Fort Worth, o Circuito Oval de 400 milhas, conhecido como Texas Motor Speedway (TMS), que recebe etapas da NASCAR e da IndyCar Series (Fórmula Indy), onde o Brasileiro Helio Castroneves já venceu 4 vezes neste circuito.